# Табасаранский, Абдул-Бек
Абдул-бек Табасаранский (15 декабря 1870 — 31 марта 1918) — российский военачальник, полковник.

## Биография
Родом из беков Кайтаго-Табасаранского округа Дагестанской области. Образование получил в Бакинском реальном училище.
В службу вступил 24 августа 1889 года вольноопределяющимся в 46-й драгунский Переяславский Его Величества полк. Окончил Елисаветградское кавалерийское юнкерское училище. Выпущен в 41-й драгунский Ямбургский полк.
С 1891 года — корнет, с 1895 года — поручик. В 1900 году — штабс-ротмистр. С 1903 года — ротмистр.
Участник русско-японской войны. С 16 апреля 1904 года прикомандирован к 2-му Дагестанскому конному полку, переименован в подъесаулы. За боевое отличие произведен в есаулы. 12 января 1905 года был ранен в бою.
С 17 июля 1906 года — подполковник.
На 1-е января 1906 года командующий 2-й сотней Дагестанского конного полка.
Участник Первой мировой войны в составе Дагестанского конного полка. С 1914 года — полковник. 18 апреля 1915 года «За отличие в делах против неприятеля» удостоен Высочайшего благоволения. С 9 декабря 1915 года по 18 мая 1917 года — командир Осетинского конного полка.
Расстрелян в Баку отрядами дашнаков в марте 1918 года.